# Euphorbia gillettii
Euphorbia gillettii ist eine Pflanzenart aus der Gattung Wolfsmilch (Euphorbia) in der Familie der Wolfsmilchgewächse (Euphorbiaceae).

## Beschreibung
Die sukkulente Euphorbia gillettii wächst aus fleischigen, dicken Wurzeln mit sehr dicht stehenden, aus der Basis verzweigenden Trieben und erreicht eine Höhe von 20 Zentimeter. Die scharf vierkantigen und überhängenden Triebe werden bis 30 Zentimeter lang und bis 1,5 Zentimeter dick. An den Triebkanten befinden sich in 2 Zentimeter Abstand untereinander hervorstehende Zähne. Die länglich dreieckigen Dornschildchen werden bis 7 Millimeter groß und stehen einzeln. Es werden Dornen bis 13 Millimeter Länge und Nebenblattdornen bis 1,25 Millimeter Länge ausgebildet.
Der Blütenstand besteht aus fast sitzenden und einzelnen, einfachen Cymen. Die Cyathien erreichen 5 Millimeter im Durchmesser und die rechteckigen und gelb gefärbten Nektardrüsen berühren sich. Die stumpf gelappte und fast sitzende Frucht ist etwas purpurn gefärbt und wird 3,5 Millimeter lang und 4 Millimeter breit. Der eiförmige Samen ist etwas gerunzelt und wird 2,5 Millimeter lang und 1,5 Millimeter breit.

## Verbreitung und Systematik
Euphorbia gillettii ist im Nordwesten von Somalia auf felsigen Hängen in Höhenlagen von 1100 bis 1825 Meter verbreitet.
Die Erstbeschreibung der Art erfolgte 1977 durch Peter René Oscar Bally und Susan Carter Holmes. Es werden folgende Unterarten unterschieden:
- Euphorbia gillettii subsp. gillettii
- Euphorbia gillettii subsp. tenuior S.Carter